# Guvernementet Warszawa
Guvernementet Warszawa var ett guvernement i ryska Polen, 1837–1917.
Det bestod av ett långsträckt område på vänstra sidan av Weichsel samt på vänstra sidan av Bug,
mellan denna flod och Weichsel, med en yta på
14 562 km² och 1 429 500 invånare (1890), därav omkring 70 procent polacker och masurer, 15 procent judar
och 9 procent tyskar.
Guvernementet omfattar mellersta
Polens och Masoviens slättland, med kärrtrakter på de lägsta ställena, och har några höjder endast i söder och längst i nordväst vid Weichsel. Jorden, som huvudsakligen består av morän- och sötvattenslera och av flodernas sandavlagringar, var inte särskilt bördig.
Omkring tredjedel av arealen var odlad jord, och jordbruket utgjorde huvudnäring. Vid slutet av 1800-talet har uppstod dock en livlig industrisektor, i synnerhet i och omkring huvudstaden. 1885 fanns 1 575 fabriker med 35 400 arbetare och ett tillverkningsvärde av 54,7 miljoner rubel, därav största parten kom på sockerbruken.

## Källa
- Varsjav, Nordisk familjebok, 1893.